# Campeonato Uruguaio de Futebol de 1947 – Segunda Divisão
A Segunda Divisão Uruguaia de 1947 ou Segunda Divisão do Campeonato Uruguaio de 1947, também conhecida oficialmente como Campeonato Uruguayo de Primera División "B" de 1947 ou simplesmente como Primera "B" de 1947, foi a sexta edição da segunda divisão profissional do futebol no Uruguai.
O Danubio sagrou-se campeão da temporada e garantiu o único acesso para a primeira divisão do Campeonato Uruguaio de 1948. A artilharia da temporada ficou com E. Suárez, jogador do Bella Vista, que marcou 10 gols ao longo da competição.
Na parte de baixo da tabela, ao final da temporada, o Olivol, que ficou em penúltimo em suas duas participações (1945 e 1946), acabou sendo rebaixado para a Divisional Intermedia, que foi terceira divisão do futebol uruguaio entre 1943 e 1971.

## Regulamento
O campeonato foi disputado no sistema de pontos corridos, de forma contínua, em turno e returno, sendo 7 (sete) jogos de ida e 7 (sete) jogos de volta, sagrando-se campeão o clube que acumulou o maior número de pontos ganhos em toda a disputa. Além do título, o campeão garantiu acesso à primeira divisão do Campeonato Uruguaio de 1948. O último colocado na tabela ao final das 14 rodadas foi rebaixado para a terceira divisão uruguaia da temporada seguinte.

## Participantes
Um total de 8 clubes participaram da edição de 1947: seis deles remanescentes da edição de 1946 (Bahía, Bella Vista, Danubio, Olivol, Racing e Sud América), além de Progreso, rebaixado da primeira divisão de 1946, e Canillitas, campeão da Divisional Intermedia de 1946.

## Tabela
| Classificação | Classificação | Pts. | J  | V  | E | D  | GP | GC | SG  | Resultado final        |
| ------------- | ------------- | ---- | -- | -- | - | -- | -- | -- | --- | ---------------------- |
| 1             | Danubio       | 21   | 14 | 10 | 1 | 3  | 26 | 16 | 10  | Promovido como CAMPEÃO |
| 2             | Bella Vista   | 18   | 14 | 8  | 2 | 4  | 25 | 17 | 8   |                        |
| 3             | Progreso      | 15   | 14 | 7  | 1 | 6  | 28 | 24 | 4   |                        |
| 4             | Racing        | 14   | 14 | 6  | 2 | 6  | 30 | 21 | 9   |                        |
| 5             | Bahía         | 12   | 14 | 5  | 2 | 7  | 21 | 24 | −3  |                        |
| 6             | Sud América   | 12   | 14 | 5  | 2 | 7  | 26 | 26 | 0   |                        |
| 7             | Canillitas    | 10   | 14 | 5  | 0 | 9  | 15 | 28 | −13 |                        |
| 8             | Olivol        | 4    | 14 | 1  | 2 | 11 | 19 | 44 | −25 | Rebaixado              |
| 1.            |               |      |    |    |   |    |    |    |     |                        |

| Fonte: Segunda División Profesional (em castelhano) |